# El Mirador, Omitlán de Juárez
El Mirador är en ort i Mexiko.   Den ligger i kommunen Omitlán de Juárez och delstaten Hidalgo, i den sydöstra delen av landet, 100 km nordost om huvudstaden Mexico City. El Mirador ligger 2 507 meter över havet och antalet invånare är 323.
Terrängen runt El Mirador är lite bergig. Runt El Mirador är det ganska tätbefolkat, med 93 invånare per kvadratkilometer. Närmaste större samhälle är Pachuca de Soto, 11,5 km sydväst om El Mirador. I omgivningarna runt El Mirador växer i huvudsak blandskog.